# Mary Fuller

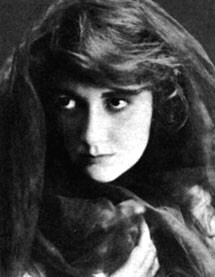
Mary Fuller en 1912

Mary Fuller (5 de octubre de 1888 – 9 de diciembre de 1973) fue una actriz teatral y cinematográfica y guionista estadounidense, activa en la época del cine mudo.

## Biografía

### Inicios
Su nombre completo era Mary Claire Fuller, y nació en Washington D. C., siendo sus padres Nora Swing y Miles Fuller, un abogado. Pasó su infancia en una granja, y ya entonces estaba interesada en la música, la escritura y el diseño. Su padre falleció en 1902, y en 1906 ella trabajaba en el teatro con el nombre de Claire Fuller. En sus comienzos actuó brevemente con la Lyceum Stock Company de Toledo (Ohio).

### Carrera
Fuller comenzó su carrera interpretativa como actriz teatral, actividad que desempeñaba con 18 años. En 1907 fue contratada por Vitagraph Studios, en Brooklyn, donde rodó filmes como Elektra (estrenado en abril de 1910). Ese mismo año ingresó en los Edison Studios y actuó en la primera versión cinematográfica de Frankenstein.
Fuller llegó a ser una estrella de la pantalla, y en 1914 rivalizaba con Mary Pickford en popularidad. Hizo una gran variedad de papeles, y protagonizó melodramas como The Witch Girl, A Daughter of the Nile, The Active Life of Dolly of the Dailies (1914), y Under Southern Skies, su primer largometraje. Además, Fuller escribió varios guiones, ocho de los cuales llegaron a rodarse entre 1913 y 1915.
La carrera de Fuller, sin embargo, finalizó en 1917. Sus últimas producciones fueron fracasos comerciales y, tras retirarse, su paradero fue un misterio durante varias décadas.

### últimos años
Tras la primera etapa de su carrera en el cine, Fuller habría sufrido una crisis nerviosa a causa de una fallida relación sentimental con un cantante de ópera casado. Tras retirarse, fue a vivir con su madre. En sus inicios, Fuller había hablado sobre un constante sentimiento de soledad, que el estrellato en el cine nunca llegó a llenar. Sin embargo, ella volvió en 1926 a Hollywood con un infructuoso intento de reiniciar su carrera en la pantalla.
La muerte de su madre en 1940 le produjo una nueva crisis nerviosa. Fue cuidada por su hermana, y el 1 de julio de 1947 ingresó en Washington en el Hospital St. Elizabeths, donde permaneció 25 años. Cuando Fuller falleció en 1973, el hospital fue incapaz de localizar a pariente alguno. Fue enterrada en el Cementerio Congressional.

## Filmografía completa

### Actriz
- The Ugly Duckling (1907)
- Leah the Forsaken, de Van Dyke Brooke (1908)
- The Stage-Struck Daughter, de Van Dyke Brooke (1908)
- A Jealous Old Maid; or, No One to Love Her, de Van Dyke Brooke (1908)
- The Flower Girl of Paris, de Van Dyke Brooke (1908)
- A Sister's Love: A Tale of the Franco-Prussian War, de Van Dyke Brooke (1909)
- Jessie, the Stolen Child, de Van Dyke Brooke (1909)
- King Lear, de James Stuart Blackton y William V. Ranous (1909)
- Fuss and Feathers, de Edwin S. Porter (1909)
- The Foundling, de Van Dyke Brooke (1909)
- Lochinvar, de J. Searle Dawley (1909)
- A Child of the Forest, de Edwin S. Porter (1909)
- Betty's Choice, de Van Dyke Brooke (1909)
- Hansel and Gretel, de J. Searle Dawley (1909)
- A Rose of the Tenderloin, de J. Searle Dawley (1909)
- Bluebeard, de J. Searle Dawley (1909)
- The House of Cards, de Edwin S. Porter (1909)
- The Engineer's Romance, de Edwin S. Porter (1910)
- Luck of Roaring Camp, de Edwin S. Porter (1910)
- Frankenstein, de J. Searle Dawley (1910)
- Michael Strogoff, de J. Searle Dawley (1910)
- Elektra, de James Stuart Blackton (1910)
- For Her Sister's Sake, de Edwin S. Porter (1910)
- Carminella, de Bannister Merwin (1910)
- The Princess and the Peasant, de J. Searle Dawley (1910)
- Sisters, de Bannister Merwin (1910)
- The Peacemaker, de Van Dyke Brooke (1910)
- A Modern Cinderella (1910)
- Uncle Tom's Cabin, de James Stuart Blackton (1910)
- The Lady and the Burglar, de Bannister Merwin (1910)
- From Tyranny to Liberty, de J. Searle Dawley (1910)
- Ononko's Vow, de Frank McGlynn Sr. y Edwin S. Porter (1910)
- The Farmer's Daughter, de Edwin S. Porter (1910)
- The House of the Seven Gables, de J. Searle Dawley (1910)
- Arms and the Woman, de Bannister Merwin (1910)
- In the Days of Chivalry, de J. Searle Dawley (1911)
- Three Men and a Maid (1911)
- Girl of the Mountains (1911)
- A Stage Romance, de Bannister Merwin (1911)
- The Test of Love, de Edwin S. Porter (1911)
- The Resurrection of John (1911)
- Nell's Last Deal (1911)
- A Card of Introduction (1911)
- Turned to the Wall (1911)
- Josh and Cindy's Wedding Trip (1911)
- Aida, de Oscar Apfel y J. Searle Dawley (1911)
- Madeline's Rebellion, de Edwin S. Porter (1911)
- A Sane Fourth of July (1911)
- The Cardinal's Edict (1911)
- The Wager and the Wage Earners (1911)
- Her Brother's Photograph (1911)
- A Thoroughbred, de J. Searle Dawley (1911)
- The Star Spangled Banner, de J. Searle Dawley (1911)
- Trading His Mother (1911)
- The Switchman's Tower (1911)
- Sir George and the Heiress (1911)
- Two Officers (1911)
- The Modern Dianas (1911)
- The Professor and the New Hat, de Bannister Merwin (1911)
- The Surgeon's Temptation (1911)
- The Silent Tongue, de Bannister Merwin (1911)
- The Three Musketeers: Part 1, de J. Searle Dawley (1911)
- The Three Musketeers: Part 2, de J. Searle Dawley (1911)
- Foul Play, de Oscar Apfel (1911)
- At the Threshold of Life (1911)
- A Conspiracy Against the King, de J. Searle Dawley (1911)
- The Reform Candidate (1911)
- The Girl and the Motor Boat, de Ashley Miller (1911)
- A Modern Cinderella, de J. Searle Dawley (1911)
- The Ghost's Warning, de Ashley Miller (1911)
- The Story of the Indian Ledge, de Ashley Miller (1911)
- The Lure of the City, de Ashley Miller (1911)
- The Awakening of John Bond, de Oscar Apfel y Charles Brabin (1911)
- The Daisy Cowboys, de C.J. Williams (1911)
- An International Heart Breaker, de C.J. Williams (1911)
- The Stuff That Dreams Are Made Of, de J. Searle Dawley (1911)
- Thirty Days at Hard Labor, de Oscar Apfel (1912)
- A Question of Seconds (1912)
- The Bachelor's Waterloo (1912)
- The Stolen Nickel, de Bannister Merwin (1912)
- The Jewels (1912)
- Children Who Labor, de Ashley Miller (1912)
- Tony's Oath of Vengeance (1912)
- A Cowboy's Stratagem, de Bannister Merwin (1912)
- For the Commonwealth (1912)
- How Washington Crossed the Delaware, de J. Searle Dawley (1912)
- Is He Eligible? (1912)
- The Insurgent Senator, de Bannister Merwin (1912)
- The Dumb Wooing, de Willard Louis (1912)
- The Little Woolen Shoe, de Bannister Merwin (1912)
- An Unusual Sacrifice (1912)
- Politics and Love (1912)
- Treasure Island, de J. Searle Dawley (1912)
- A Personal Affair (1912)
- The Convict's Parole, de Edwin S. Porter (1912)
- Martin Chuzzlewit, de Oscar Apfel, J. Searle Dawley (1912)
- The Little Bride of Heaven, de Mary Imlay Taylor (1912)
- Master and Pupil, de J. Searle Dawley (1912)
- Partners for Life, de J. Searle Dawley (1912)
- The Artist's Joke, de J. Searle Dawley y Walter Edwin (1912)
- The Escape from Bondage, de J. Searle Dawley y Walter Edwin (1912)
- What Happened to Mary?, de Charles Brabin (1912)
- More Precious Than Gold, de J. Searle Dawley (1912)
- The Librarian (1912)
- The Harbinger of Peace (1912)
- Mr. Pickwick's Predicament, de J. Searle Dawley (1912)
- The Cub Reporter (1912)
- Alone in New York, de Ashley Miller (1912)
- The Governor, de Harold M. Shaw (1912)
- Mary in Stage Land, de J. Searle Dawley y Walter Edwin (1912)
- The Affair at Raynor's, de J. Searle Dawley y Walter Edwin (1912)
- A Letter to the Princess, de J. Searle Dawley y Walter Edwin (1912)
- Fog, de Ashley Miller (1912)
- A Clue to Her Parentage, de J. Searle Dawley y Walter Edwin (1912)
- How a Horseshoe Upset a Happy Family (1912)
- For Her, de Harold M. Shaw (1912)
- A Race to New York, de J. Searle Dawley y Walter Edwin (1913)
- It Is Never Too Late to Mend, de Charles M. Seay (1913)
- Leonie, de Bannister Merwin (1913)
- The Ambassador's Daughter, de Charles Brabin (1913)
- False to Their Trust, de J. Searle Dawley y Walter Edwin (1913)
- The Princess and the Man, de Charles Brabin (1913)
- The Minister's Temptation, de Charles Brabin (1913)
- A Will and a Way, de Charles Brabin (1913)
- Kathleen Mavourneen, de Charles Brabin (1913)
- The Dean's Daughters, de Walter Edwin (1913)
- A Way to the Underworld, de J. Searle Dawley y Walter Edwin (1913)
- The Elder Brother, de Bannister Merwin (1913)
- With the Eyes of the Blind, de Walter Edwin (1913)
- The High Tide of Misfortune (1913)
- When the Right Man Comes Along, de Walter Edwin (1913)
- When Greek Meets Greek, de Walter Edwin (1913)
- The Prophecy, de Walter Edwin (1913)
- The Translation of a Savage, de Walter Edwin (1913)
- An Almond-Eyed Maid, de Walter Edwin (1913)
- Mercy Merrick, de Walter Edwin (1913)
- Mary Stuart, de J. Searle Dawley (1913)
- Fortune Smiles, de George Lessey (1913)
- All on Account of a Portrait, de C.J. Williams (1913)
- Who Will Marry Mary?, de Walter Edwin (1913)
- The Robbers, de J. Searle Dawley y Walter Edwin (1913)
- The Romance of Rowena, de C.J. Williams (1913)
- The Pied Piper of Hamelin, de George Lessey (1913)
- Joyce of the North Woods, de Ashley Miller (1913)
- A Light on Troubled Waters, de Walter Edwin (1913)
- The Contents of the Suitcase, de Walter Edwin (1913)
- The Girl and the Outlaw, de Walter Edwin (1913)
- A Daughter of the Wilderness, de Walter Edwin (1913)
- A Woodland Paradise, de Walter Edwin (1913)
- A Face from the Past, de Walter Edwin (1913)
- Elise, the Forester's Daughter, de Walter Edwin (1913)
- Alexia's Strategy, de Walter Edwin (1913)
- A Tudor Princess, de J. Searle Dawley (1913)
- A Lonely Road, de Walter Edwin (1914)
- The Necklace of Rameses, de Charles Brabin (1914)
- The Active Life of Dolly of the Dailies, de Walter Edwin (1914)
- How the Earth Was Carpeted, de Ashley Miller (1914)
- The Man of Destiny, de Walter Edwin (1914)
- His Grandchild, de Walter Edwin (1914)
- Comedy and Tragedy, de Walter Edwin (1914)
- A Princess of the Desert, de Walter Edwin (1914)
- When East Met West in Boston, de Walter Edwin (1914)
- Frederick the Great, de Walter Edwin (1914)
- Lost -- a Pair of Shoes (1914)
- The Viking Queen (1914)
- The Witch Girl, de Walter Edwin (1914)
- His Big Chance, de Walter Edwin (1914)
- A Girl of the People, de Walter Edwin (1914)
- The Phantom Cracksman, de Walter Edwin (1914)
- The Heart of the Night Wind, de Walter Edwin (1914)
- A Lonely Salvation, de Walter Edwin (1914)
- The Heart of the Hills, de Walter Edwin (1914)
- The Virtuoso (1914)
- My Lady High and Mighty, de Walter Edwin (1915)
- His Guardian Angel (1915)
- The Bribe, de Lucius Henderson (1915)
- Everygirl (1915)
- The Counterfeit (1915)
- The Laugh That Died, de Lorimer Johnston (1915)
- The Unhidden Treasure, de Lorimer Johnston (1915)
- The Master Mummer (1915)
- The Golden Spider, de Lucius Henderson (1915)
- Mary's Duke, de Lucius Henderson (1915)
- The Rustle of a Skirt, de Lucius Henderson (1915)
- The Honor of the Ormsbys, de Lucius Henderson (1915)
- The Girl Who Had a Soul, de Lucius Henderson (1915)
- A Witch of Salem Town, de Lucius Henderson (1915)
- The Judgment of Men, de Lucius Henderson (1915)
- A Daughter of the Nile, de Lucius Henderson (1915)
- Circus Mary, de Lucius Henderson (1915)
- The Little White Violet, de Lucius Henderson (1915)
- Jeanne of the Woods, de Lucius Henderson (1915)
- The Taming of Mary, de Lucius Henderson (1915)
- Under Southern Skies, de Lucius Henderson (1915)
- The Woman Who Lied, de Lucius Henderson (1915)
- Li'l Nor'wester, de Lucius Henderson (1915)
- The Tale of the 'C', de Lucius Henderson (1915)
- The Heart of a Mermaid, de Lucius Henderson (1916)
- A Sea Mystery, de Lucius Henderson (1916)
- Madame Cubist, de Lucius Henderson (1916)
- The Strength of the Weak, de Lucius Henderson (1916)
- The Little Fraud, de Lucius Henderson (1916)
- Thrown to the Lions, de Lucius Henderson (1916)
- The Girl Who Feared Daylight, de Lucius Henderson (1916)
- The Huntress of Men, de Lucius Henderson (1916)
- The Three Wishes, de Lucius Henderson (1916)
- The Limousine Mystery, de Lucius Henderson (1916)
- The Scarlet Mark, de Lucius Henderson (1916)
- Behind the Veil, de Lucius Henderson (1916)
- The Garden of Shadows, de Lucius Henderson (1916)
- A Splash of Local Color, de Lucius Henderson (1916)
- The Trail of Chance, de Lucius Henderson (1916)
- Love's Masquerade, de Lucius Henderson (1916)
- Cheaters, de Lucius Henderson (1916)
- Stolen Honors, de Lucius Henderson (1916)
- Mother's Guiding Hand (1916)
- Public Be Damned, de Stanner E.V. Taylor (1917)
- The Long Trail, de Howell Hansel (1917)
- The Beautiful Impostor, de Lucius Henderson (1917)
- The Untamed, de Lucius Henderson (1917)
- To the Highest Bidder, de Lucius Henderson (1917)

### Guionista
- When the Right Man Comes Along, de Walter Edwin (1913)
- When Greek Meets Greek, de Walter Edwin (1913)
- The Prophecy, de Walter Edwin (1913)
- A Woodland Paradise, de Walter Edwin (1913)
- A Princess of the Desert (1914)
- The Viking Queen, de Walter Edwin (1914)
- The Virtuoso (1914)
- The Golden Spider, de Lucius Henderson (1915)